# Verlag für Agitations- und Anschauungsmittel
Der Verlag für Agitations- und Anschauungsmittel war ein Verlag in Ost-Berlin von 1975 bis 1992.

## Geschichte
Am 4. Juni 1975 wurde der Verlag für Agitations- und Anschauungsmittel gegründet, als Nachfolger des Verlags für Agitation und Propaganda. Er war weiter der Deutschen Werbe- und Anzeigengesellschaft (DEWAG) verbunden. Der Verlag unterstand direkt der Agitationsabteilung des ZK der SED. Produktionstechnisch war er der Zentrag der SED zugeordnet.
In den ersten Jahren betrug der Umsatz  etwa 300.000 Mark, 1988 waren es etwa 13 Millionen Mark. 1989 gab es über 110 Mitarbeiter. Künstlerischer Leiter des Verlags  war ab 1982 Otto Kummert. 
Im Januar 1990 benannte er sich in Verlag Visuell um. 1992 wurde er aufgelöst. Die Adresse war in Berlin-Mitte in der Rosenthaler Straße 36.

## Publikationen
Im Verlag für Agitations- und Anschauungsmittel wurden verschiedene Formen von Agitationsmaterialien hergestellt, vor allem Broschüren und Plakate, aber auch Bücher, Postkarten und Dia-Ton-Vorträge. Diese wurden oft in großen Mengen für verschiedene Anlässe hergestellt, vor allem für ideologische Schulungen in Schulen, Betrieben und Massenorganisationen.
Daneben gab es einige neutralere Bildreproduktionen, Poster und Informationsmaterialien.